# スピットファイア (駆逐艦・2代)
| 弩級戦艦「ナッサゥ」の砲撃を受けて 大破した「スピットファイア」。 | |
| 艦歴                                                              | |
| 発注                                                              | スワン・ハンター造船所 |
| 起工                                                              | |
| 進水                                                              | 1912年12月23日 |
| 就役                                                              | 1913年 |
| 除籍                                                              | 1921年5月9日 |
| その後                                                            | 除籍後解体 |
| 性能諸元                                                          | |
| 排水量                                                            | 基準：4,773トン |
| 全長                                                              | 81.53m -m（水線長） |
| 全幅                                                              | 8.2m |
| 吃水                                                              | 3.2m |
| 機関                                                              | ヤーロー式重油専焼水管缶3基 +ブラウン・カーチス式ギヤード・タービン2基2軸推進                                                 |
| 最大出力                                                          | 25,000hp |
| 最大速力                                                          | 29.0ノット |
| 航続距離                                                          | -ノット/-海里（重油：130トン）                                                                                                |
| 乗員                                                              | 424名 |
| 兵装                                                              | アームストロング Mark IV 10.2cm（40口径）単装速射砲3基 ヴィッカーズ Mk. II 4cm（39口径）単装機関砲1基 53.3cm単装魚雷発射管2基 |

スピットファイア （HMS Spitfire）はイギリス海軍が第一次世界大戦前に建造したアカスタ級駆逐艦の1隻である。本艦はユトランド沖海戦に参加した折にドイツ海軍のナッサウ級戦艦「ナッサウ」と交戦したが無事生還した武勲艦である。

## 艦形

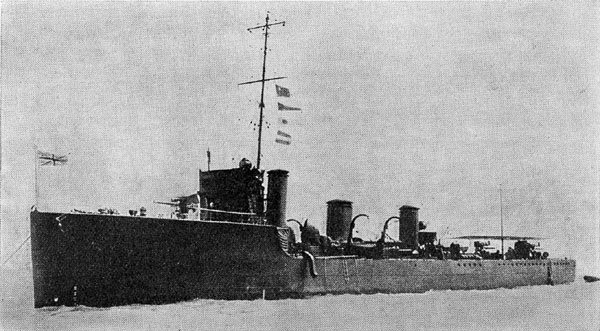
写真は本艦と同型のアカスタ級「シャーク（HMS Shark）」。

船体形状は外洋での凌波性を良くするために艦首のみ乾舷の高い短船首楼型船体では良好であった。艦首甲板上に10.2cm速射砲を防盾の付いた単装砲架で1基を配置、露天型の艦橋の背後に3本煙突が等間隔に立ち、1番煙突のみ高かった。舷側甲板上に53.3cm単装魚雷発射管2基を配置し、後部甲板上に10.2cm速射砲を直列に2基を配置した。

## 艦歴
1912年12月23日進水。第4駆逐群に所属。第一次世界大戦開戦時からスピットファイアはグランドフリートに所属。ユトランド沖海戦では5月31日にドイツ戦艦「ナッサウ」と交戦し、ナッサウから主砲・副砲による砲撃を受けた本艦は艦上構造物を次々と破壊され、特に艦橋の破壊が酷かった。操艦不能に陥った本艦はナッサウから追突を受けた。本艦の被害と引き換えにナッサウは艦首区画の非防御外板を20フィート（約6m）に渡ってむしり取り、ドイツ戦艦は思わぬ被害を受けて応急処置のために攻撃停止した。このお陰で本艦は逃亡する事が出来た。
この時の被害は幸いにも近距離からの砲撃で敵弾は横合いから突き抜けたおかげで吃水線下に被害を受けず、衝突時の船体ダメージも艦首側第三区画の隔壁で浸水を止められたために浸水沈没は免れたおかげで本艦は生還できた。乗員による応急処置を続けてタイン港に帰還。その後、修理を受けた後は1918年9月12日、ドイツUボート「U-82」に雷撃・撃沈された病院船「ローデシア (Rhodesia)」（旧船名ゴールウェイ・キャッスル）の生存者救助を手伝った。第一次世界大戦後の1921年5月9日にスクラップとして売却。